# Ондљан
Ондљан (фр. Andelain) насеље је и општина у североисточној Француској у региону Пикардија, у департману Ен (Пикардија) која припада префектури Лаон.
По подацима из 2011. године у општини је живело 187 становника, а густина насељености је износила 64,26 становника/km². Општина се простире на површини од 2,91 km². Налази се на средњој надморској висини од 112 метара (максималној 106 m, а минималној 47 m).

## Демографија
| 1962. | 1968. | 1975. | 1982. | 1990. | 1999. | 2011. |
| ----- | ----- | ----- | ----- | ----- | ----- | ----- |
| 167   | 168   | 157   | 160   | 163   | 159   | 187   |

График промене броја становника у току последњих година